# 沙漠の花園
『沙漠の花園』（さばくのはなぞの、The Garden of Allah）は、1936年のアメリカ合衆国の恋愛映画。ロバート・S・ヒチェンスの1904年の小説『The Garden of Allah』をデヴィッド・O・セルズニックがルイシャルト・ボレスワフスキ監督を起用して映画化した作品である。出演はマレーネ・ディートリヒとシャルル・ボワイエなど。
同原作の映像化は、1916年と1927年のサイレント映画に次いで3度目であり、トーキーとしては初の映画化である。また、当時はまだ珍しかったテクニカラー（三色法）作品であり、第9回アカデミー賞において撮影担当のW・ハワード・グリーンとハロルド・ロッソンがアカデミー特別賞を受賞した。

## キャスト
- ドミニ・エンフィルデン: マレーネ・ディートリヒ
- ボリス・アンドロヴスキー:  シャルル・ボワイエ
- フェルディナンド・アンテオーニ伯爵: ベイジル・ラスボーン
- J・ルービエ神父: C・オーブリー・スミス
- バトゥーシュ: ジョセフ・シルドクラウト
- 占い師: ジョン・キャラダイン
- ド・トレヴィニャック大尉: アラン・マーシャル（英語版）

## 作品の評価

### 映画批評家によるレビュー
Rotten Tomatoesによれば、11件の評論のうち高評価は36%にあたる4件で、平均点は10点満点中5.5点となっている。

### 受賞歴
| 賞                | 部門     | 対象者                                                       | 結果       |
| ----------------- | -------- | ------------------------------------------------------------ | ---------- |
| 第9回アカデミー賞 | 作曲賞   | マックス・スタイナー                                         | ノミネート |
| 第9回アカデミー賞 | 助監督賞 | エリック・G・ステイシー                                      | ノミネート |
| 第9回アカデミー賞 | 特別賞   | W・ハワード・グリーン ハロルド・ロッソン ※カラー撮影に対して | 受賞       |